# Gilligan's Planet
Gilligan's Planet är en amerikansk tecknad TV-serie som sändes åren 1982-1983. Det är en spinoff-serie till den tecknade serien The New Adventures of Gilligan som gick under slutet av 1970-talet samt komediserien Gilligan's Island som gick under mitten av 1960-talet.

## Handling
Professor Roy Hinkley bygger en rymdraket och tar med sig sex passagerare ut i rymden, där de kraschlandar på en okänd och obebodd planet. De kan inte ta sig från planeten, så de skapar ett eget samhälle där.

## Om serien
Serien ska föreställa en science fiction-version av komediserien Gilligan's Island. Gilligan's Planet blev dock aldrig särskilt populär och lades ned efter endast 12 avsnitt. 

## Medverkande
Det är skådespelarna från originalserien Gilligan's Island som gör rösterna. Skådespelerskan Tina Louise spelade rollen Ginger i Gilligan's Island samt i filmen Rescue from Gilligan's Island och i den tecknade serien The New Adventures of Gilligan. De övriga skådespelarna från originalserien medverkade även i Rescue from Gilligan's Island och The New Adventures of Gilligan. Tina Louise hade tröttnat på sin roll, och valde att inte medverka i Gilligan's Planet - därför är hon den enda skådespelaren från Gilligan's Island som inte medverkar i Gilligan's Planet. Dawn Wells fick därför spela både Mary Ann och Ginger i denna tecknade serie. Bland övriga skådespelare från originalserien som medverkar kan nämnas Bob Denver, Jim Backus och Natalie Schafer (samt de övriga skådespelarna från originalserien).